# Laurus nobilis
L'alloro (Laurus nobilis L., 1753) o lauro è una pianta aromatica e officinale appartenente alla famiglia delle Lauracee, diffusa nel bacino del Mediterraneo.

## Descrizione

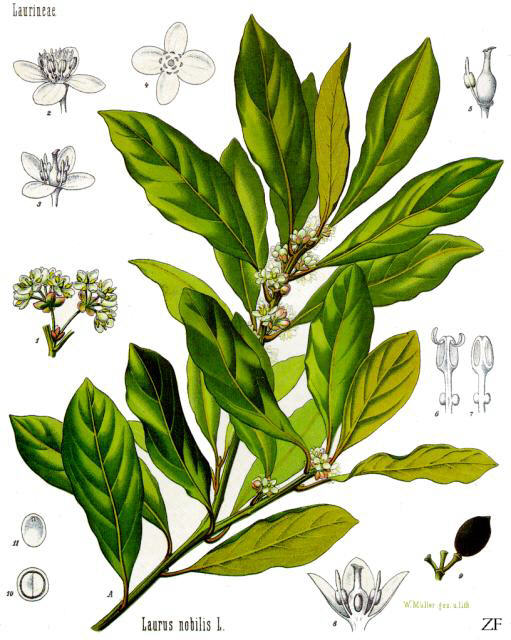
Laurus nobilis

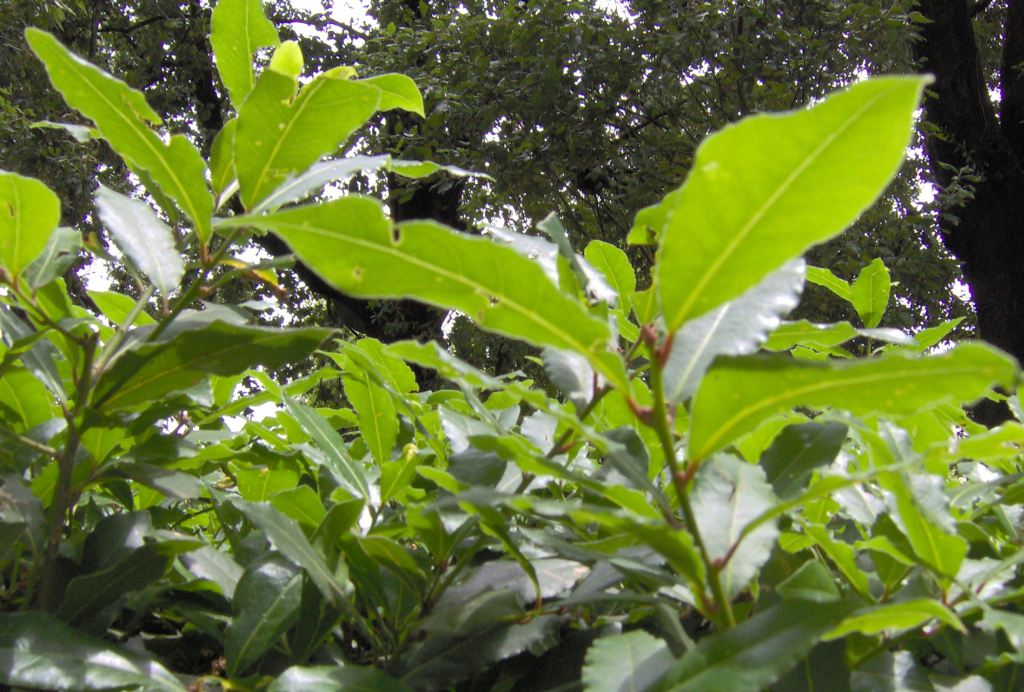
Una siepe di alloro in controluce

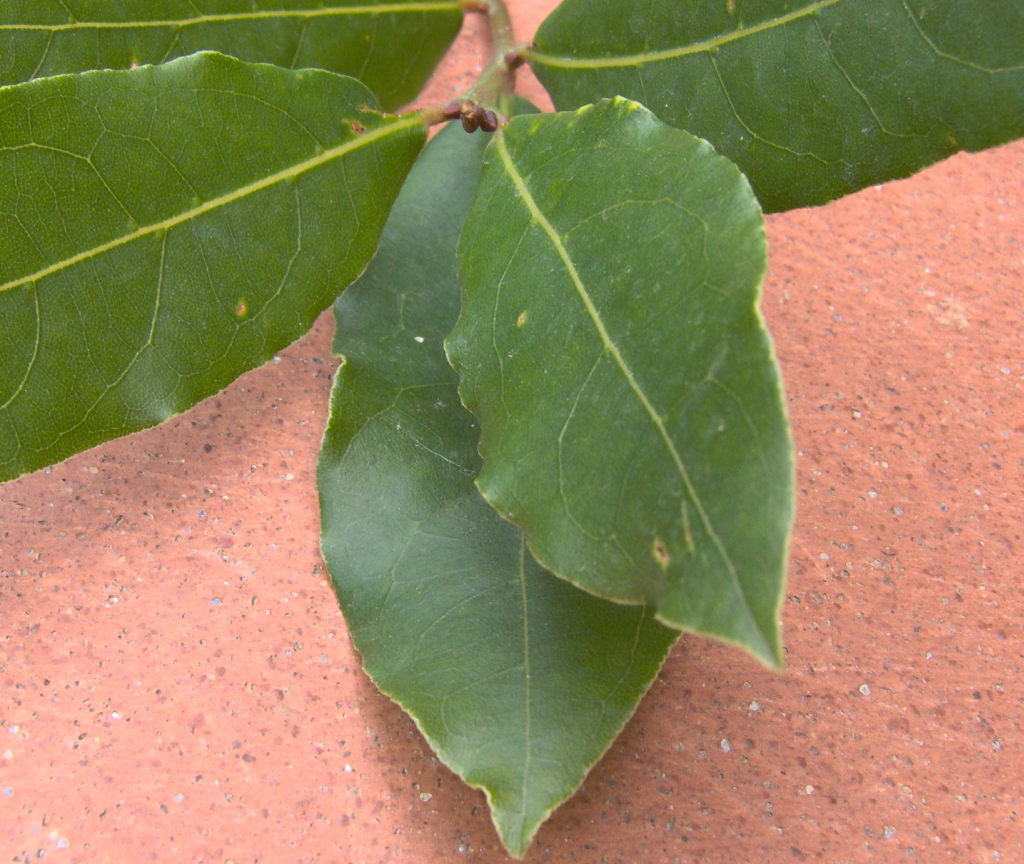
Giovane ramoscello di alloro con gemme

Si presenta, poiché spesso sottoposto a potatura, in forma di arbusto di varie dimensioni ma è un vero e proprio albero alto fino a 10 m, con rami sottili e glabri che formano una densa corona piramidale.
Il legno della pianta è aromatico ed emana il tipico profumo delle foglie. Il fusto è eretto, la corteccia verde nerastra.
Le foglie, ovate, sono verde scuro, coriacee, lucide nella pagina superiore e opache in quella inferiore, sono inoltre molto profumate.
L'alloro è una pianta dioica, cioè porta fiori, unisessuali, in due piante diverse, una con i fiori maschili e una con i fiori femminili (che portano poi i frutti). L'unisessualità è dovuta a fenomeni evolutivi di aborto a partire da fiori inizialmente completi. Nei fiori femminili infatti sono presenti 2-4 staminoidi (cioè residui di stami) non funzionali, analogo fenomeno accade per i maschili, che presentano parti femminili atrofiche (non funzionali ed atrofizzate).
I fiori, di colore giallo chiaro, riuniti a formare una infiorescenza ad ombrella, compaiono a primavera, generalmente in marzo-aprile.
I frutti sono drupe nere e lucide (quando mature) con un solo seme che maturano a ottobre-novembre.

## Biologia
L'impollinazione è principalmente entomofila, ovvero ad opera di insetti.

## Distribuzione e habitat
Diffuso lungo le zone costiere settentrionali del Mar Mediterraneo, dalla Spagna alla Grecia e nell'Asia Minore, passando per la Svizzera e l'Italia.
In Italia cresce spontaneamente nelle zone centro-meridionali e lungo le coste; nelle regioni settentrionali è invece coltivato e talvolta naturalizzato.
L'ampia diffusione spontanea in condizioni naturali ha fatto individuare uno specifico tipo di macchia: la macchia ad alloro o Lauretum. Si tratta della forma spontanea di associazione vegetale che si stabilisce nelle zone meno aride  dell'area occupata in generale dalla macchia.

## Coltivazione
L'alloro è una pianta rustica, cresce bene in tutti i terreni e può essere coltivato in qualsiasi tipo di orto soleggiato o in ombra parziale.
La diffusione avviene molto facilmente per seme (i semi sono diffusi dagli uccelli che si nutrono dei suoi frutti). La moltiplicazione avviene in natura per polloni, fatto che produce agevolmente dei piccoli boschi i cui elementi sono originati da un unico individuo e costituiscono perciò dei cloni dell'albero di partenza, oppure artificialmente per talea.

### Varietà
Il 20 aprile 2015 il Vlaamse laurier, l'alloro fiammingo, è stato iscritto nel registro europeo delle indicazioni geografiche protette (IGP). È caratterizzato da una forma simmetrica e da notevole resistenza al freddo (particolarmente apprezzata nei paesi del Nord Europa).

## Usi
La diffusione e l'uso ampio che se ne fa nella cucina siciliana hanno portato l'alloro ad essere inserito nella lista dei prodotti agroalimentari tradizionali italiani (P.A.T) del Ministero delle politiche agricole alimentari e forestali (Mipaaf) come prodotto tipico siciliano.
Si utilizzano le foglie e se ne possono fare vari usi: in cucina, per aromatizzare carni e pesci, come rimedio casalingo per allontanare le tarme dagli armadi (ottimo e più profumato sostituto della canfora), per preparare decotti rinfrescanti e dalle qualità digestive o pediluvi, o trattato con alcool per ricavarne un profumato e aromatico liquore dalle proprietà digestive, stimolanti, antisettiche ed è utile contro tosse e bronchite.
In fitoterapia l'alloro è una pianta molto studiata, l'infuso di Laurus nobilis è un antistress e ansiolitico e ha significative proprietà ipolipidemiche. L'estratto delle foglie ha mostrato attività antigenotossica, ma anche antidiarroica, carminativa e in generale gastroprotettiva. 
Dalle bacche si può ricavare un olio aromatico, l'olio laurino e con proprietà medicinali, ingrediente peculiare dell'antichissimo sapone di Aleppo. Veniva inoltre utilizzato per preservare libri e pergamene e per preparare le classiche coroncine d'alloro.
A marzo, quando fiorisce l'alloro, soprattutto nei climi temperati freddi dove non ci sono altre fioriture rilevanti, è un'importante fonte di nettare e polline per le api.
L'alloro è conosciuto con il termine lauro; tuttavia, in alcune regioni italiane, con questo termine viene indicato anche il lauroceraso (Prunus laurocerasus), il quale è una pianta tossica.

## Riferimenti nella cultura

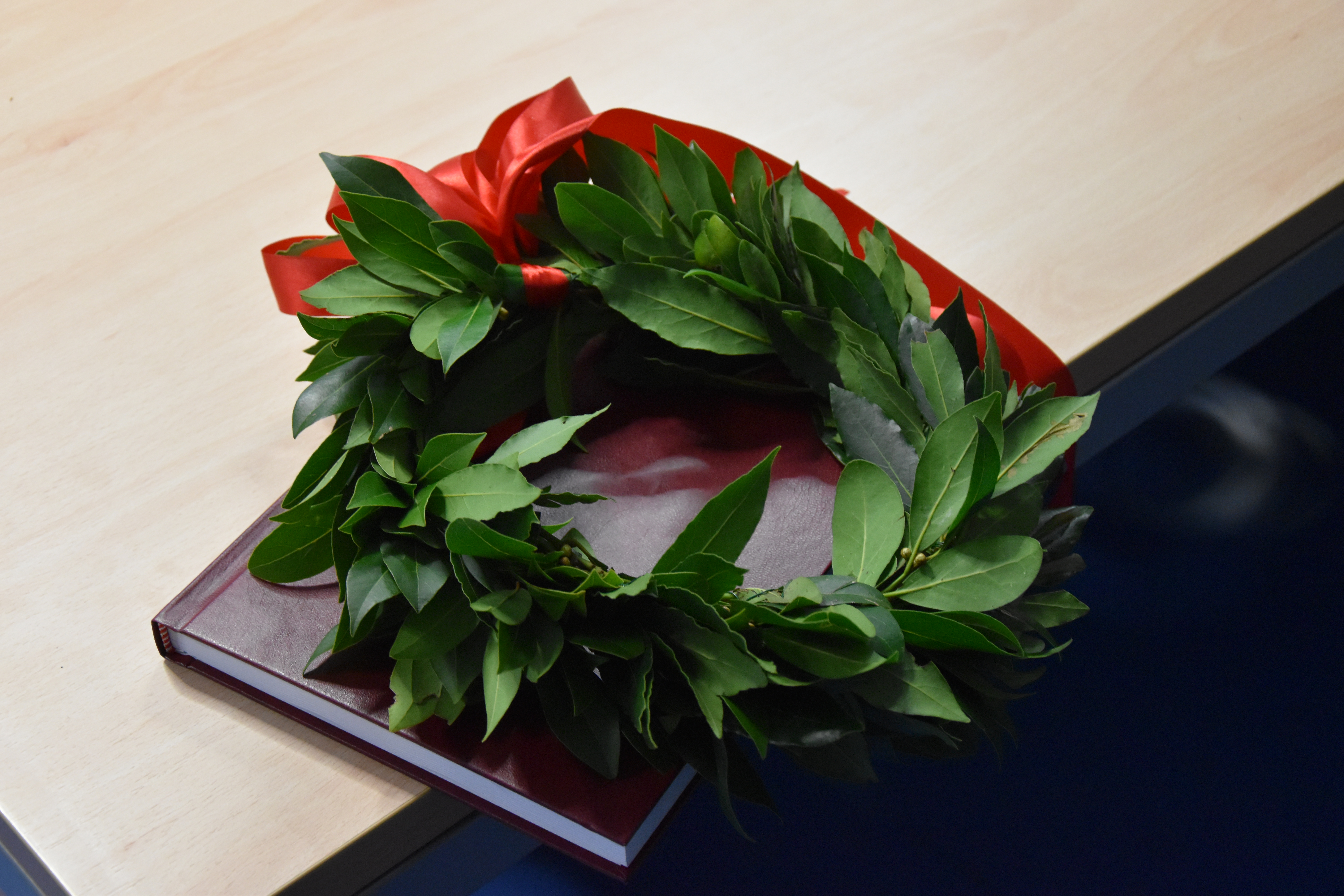
In Italia è tradizione porre una corona di alloro sul capo di uno studente che ha conseguito la laurea.

### Mitologia
Nella mitologia greco-romana l'alloro era una pianta sacra e simboleggiava la sapienza e la gloria: una corona di alloro cingeva la fronte dei vincitori nei Giochi pitici o Delfici e costituiva il massimo onore per un poeta che diveniva un poeta laureato. Da qui l'accezione figurativa di simbolo della vittoria, della fama, del trionfo e dell'onore. Inoltre questa pianta era sacra ad Apollo poiché Dafne, la ninfa di cui il dio si invaghì, chiese che fosse eliminata la causa dell'invaghimento di Apollo nei suoi confronti, e dunque le fu tolto l'aspetto umano venendo trasformata in alloro. Apollo a quel punto mise la pianta di alloro nel suo giardino e giurò di portarne sul suo capo in forma di corone per sempre, e disse che allo stesso modo facessero i Romani durante le sfilate in Campidoglio. Sarebbe stato proprio Apollo, infatti, a rendere questo albero sempreverde. All'alloro era connesso anche il potere della divinazione (Apollo era infatti anche il dio dei vaticini): la sacerdotessa del dio (la Pizia) usava masticare foglie di alloro prima di profetizzare.
In Italia è tradizione far indossare una corona d'alloro ai neolaureati.

### Letteratura
Il "lauro" è spesso citato nel Canzoniere di Petrarca. Nell'opera, infatti, Laura, (anche il gioco omofonico che il poeta realizza è funzionale a questa metafora), la donna amata dall'io lirico, viene in parte assimilata a questo arbusto (emblematica la sestina «Giovene donna sotto un verde lauro»). Riprendendo le immagini della mitologia greca (in particolare il mito di Dafne e Apollo), l'alloro è simbolo di rifiuto e inaccessibilità, caratteristiche di Laura. Il "lauro" è anche però pianta sacra al dio Apollo e simbolo di sapienza e gloria. Interessante il gioco di parole architettato dal poeta: egli realizza l'accostamento da un lato tra "lauro-l'auro" (dove "l'auro" sta a significare "l'oro" ed è riferito alla lucentezza tipica della donna, in particolare alle sue chiome); mentre compare anche la coppia Laura-l'aura(=l'aria), come accade nel sonetto 90 Erano i capei d'oro a l'aura sparsi.

### Moda
Fred Perry adotta come simbolo dei suoi capi di abbigliamento due rami di alloro incrociati.